# Anet Jarolímová
Anet Jarolímová (* 5. července 1989) je bývalá česká florbalistka, reprezentantka, pětinásobná mistryně Česka a bronzová medailistka z Mistrovství světa v roce 2011. V Extralize žen hrála v letech 2004 až 2020, zejména v týmech Florbal Chodov a Herbadent SJM Praha 11. V roce 2014 byla vyhlášena florbalistkou sezóny.

## Klubová kariéra
Jarolímová odehrála první soutěžní florbalový zápas v roce 2004 v juniorském věku za Tatran Střešovice. Ve stejném roce ale začala pravidelně hrát za ženský tým TJ JM Chodov. V té době tým Chodova hrál 2. ligu. V sezóně 2004/2005 s Chodovem postoupila do nejvyšší soutěže. V roce 2009 s týmem získala jeho první vicemistrovský titul.
Po sezóně 2008/2009 Jarolímová přestoupila do vítězného týmu, který se od následující sezóny oddělil od klubu Děkanka Praha do samostatného oddílu Herbadent Tigers SJM. S Herbadentem získala v sezónách 2009/2010 až 2012/2013 čtyři mistrovské tituly v řadě. V superfinále 2011/2012 vstřelila dva góly a na jeden asistovala. V roce 2009 také získaly bronzovou medaili v Poháru mistrů. V sezóně 2013/2014, ve které Herbadent poprvé po sedmi letech prohrál finále, překonala Jarolímová s 31 body v play-off rekord Ilony Novotné z roku 2004 a byla vyhlášena za florbalistku sezóny.
Po sezóně se vrátila na Chodov, za který odehrála tři ročníky. Hned v prvním z nich (2014/2015) pomohla Chodovu získat první mistrovský titul. V další sezóně 2015/2016 jako kapitánka dovedla Chodov k druhému vicemistrovskému titulu. Jarolímová v týmu působila i jako asistentka trenérky Michaely Marešové a jako trenérka juniorek. Po sezóně 2015/2016 oznámila konec kariéry.
Po roční pauze se v ročníku 2017/2018 k florbalu vrátila a nastoupila do týmu FBC Slavia Praha, který hrál 3. ligu žen. V sezóně 2018/2019 se vrátila do Extraligy za klub FBK Jičín.
Po jedné sezóně potřetí přestoupila do Chodova. Vrátila se i k trénování juniorek. Po nedohrané sezóně 2019/2020 podruhé ukončila kariéru. Se 152 body drží rekord v historickém bodování play-off Extraligy žen.
V roce 2021 se stala trenérkou ženského týmu Black Angels. Ten dovedla v roce 2022 do finále 1. ligy a baráže o postup do Extraligy. V roce 2024 s celým týmem přešla v rámci stejné soutěže pod oddíl Prague Tigers.

## Reprezentační kariéra
V juniorské kategorii se zúčastnila Mistrovství světa v roce 2006.
Za ženskou reprezentaci poprvé nastoupila na konci roku 2007. Na Euro Floorball Tour v roce 2008 s českým týmem poprvé v historii remizovaly se Švédskem a o rok později i s Finskem. Zúčastnila se čtyř mistrovství světa mezi lety 2009 a 2015. Na mistrovství v roce 2011 získala s reprezentací první českou ženskou bronzovou medaili. V roce 2013 na Polish Cupu poprvé porazily Finsko.
| Umístění         | Soutěž                                           |
| ---------------- | ------------------------------------------------ |
| 4.               | Mistrovství světa ve florbale žen do 19 let 2006 |
| 4.               | Mistrovství světa ve florbale žen 2009           |
| Bronzová medaile | Mistrovství světa ve florbale žen 2011           |
| 4.               | Mistrovství světa ve florbale žen 2013           |
| 4.               | Mistrovství světa ve florbale žen 2015           |

## Rodina
Jarolímová je dcerou bývalého českého trenéra a fotbalisty Karla Jarolíma a sestra bývalých fotbalistů Lukáše Jarolíma a Davida Jarolíma.